# Karel Nytl
Karel Nytl (18. prosince 1892 Rataje nad Sázavou – 28. prosince 1958 Duchcov ) byl český fotbalista, obránce, československý reprezentant.

## Sportovní kariéra
V československé reprezentaci odehrál jedno utkání, v roce 1921 (proti Jugoslávii). V lize hrál za Slavii Praha s níž získal roku 1925 mistrovský titul a za ČAFC Vinohrady. Celkem odehrál 6 ligových utkání.[zdroj?]